# Dolichos
Dolichos là một chi thực vật có hoa thuộc họ Fabaceae. Nó thuộc phân họ Faboideae.

## Related links
University of Agricultural Sciences, Bangalore Dolichos lab Lưu trữ ngày 4 tháng 2 năm 2013 tại Wayback Machine